# Demirhan
Demirhan ist ein türkischer männlicher Vorname und Familienname, gebildet aus den Elementen Demir („das Eisen“) und han.

## Namensträger

### Familienname
- Mustafa Demirhan (* 1996), türkischer Fußballspieler
- Muzaffer Demirhan (1932–2002), türkischer Skirennläufer
- Serol Demirhan (* 1988), türkischer Fußballspieler
- Sina Aylin Demirhan (* 1994), deutsche Politikerin (Bündnis 90/Die Grünen), MdHB
- Türker Demirhan (* 1983), türkischer Fußballspieler